# Hind Chelbi
Hind Chelbi (arabe : هند شلبي), morte le 24 juin 2021, est une universitaire tunisienne, chercheuse en sciences coraniques, ayant notamment enseigné l'interprétation (tafsir) des sens des versets (ayat) du Coran à l'université Zitouna.

## Biographie

### Famille
Elle naît dans une famille historiquement liée à l'université Zitouna, son père Ahmed Chelbi y étant lui-même professeur.

### Carrière
Elle devient une hafida à un âge relativement précoce en mémorisant le Coran auprès du cheikh Mohamed ad-Dala'i, qui lui enseigne la lecture de Qaloun d'après Nafi' (ar).
Elle est l'une des premières femmes à étudier à la faculté de charia et de théologie de l'université de Tunis, où elle compte parmi ses professeurs Mohamed Fadhel Ben Achour, Ahmed Ben Miled, Ali Chebbi ou encore Mohamed Habib Belkhodja (ar). En 1968, elle obtient une ijaza en fondements de la religion (oussoul ad-dine), qu'elle complète par un doctorat, lui permettant à son tour d'enseigner dans cette faculté (renommée par la suite université Zitouna) à partir de 1981.

### Incident avec Bourguiba
Début octobre 1975, le président tunisien Habib Bourguiba organise, à l'occasion de la 27e nuit du ramadan (souvent considérée comme la Nuit du Destin), une cérémonie au palais présidentiel de Carthage où Hind Chelbi est invitée à s'exprimer sur « la place de la femme en islam »,.
Apparaissant voilée devant le chef d'État (connu pour qualifier le hidjab de « linceul noir » et de « misérable chiffon ») à qui elle refuse par ailleurs tout contact physique, son entrée en scène fait forte impression tant sur le public présent sur place qu'aux milliers de personnes qui suivent la retransmission en direct à la télévision.
Lors de son allocution, elle critique ouvertement la politique bourguibienne, la jugeant contraire aux enseignements coraniques et prophétiques.
Beaucoup de Tunisiens se souviennent de cet incident mémorable comme le point de départ d'un bras de fer entre Bourguiba et les milieux islamistes (auxquels Hind refuse d'adhérer malgré leurs sollicitations).  

### Mort
Elle meurt le 24 juin 2021 des suites du Covid-19.